# Arbani
Arbani (en népalais : अर्बेनी) est un comité de développement villageois du Népal situé dans le district de Gulmi. Au recensement de 2011, il comptait 2 783 habitants.